# 西岸寺 (愛知県南知多町)
西岸寺（せいがんじ）は、愛知県知多郡南知多町内海浦向60にある西山浄土宗の寺院。山号は月光山。本尊は阿弥陀如来。四国直伝弘法八十八ヶ所霊場51番札所。

## 歴史

### 中世・近世
天文6年（1537年）、本寺である常楽寺（知多郡成岩村）6世の祖天堅宗上人によって開創された。山号は月光山であり、月の眺めがよいことに由来している。
安永元年（1772年）、表門と鐘楼を残して伽藍が焼失したが、その後5年間をかけて再建された。

### 近代・現代
同じく内海にある泉蔵院と同様に、内海船の船主によって組織される戎講組合の総会の会場になったことがある。1906年（明治39年）以降、名古屋市立の学校の夏季臨海学校が西岸寺に開設された。

## 境内
- 本堂[1]
- 庫裏[1]
- 開山堂[1]
- 位牌堂[1]
- 薬師堂[1]
- 山門[1]
- 鐘楼

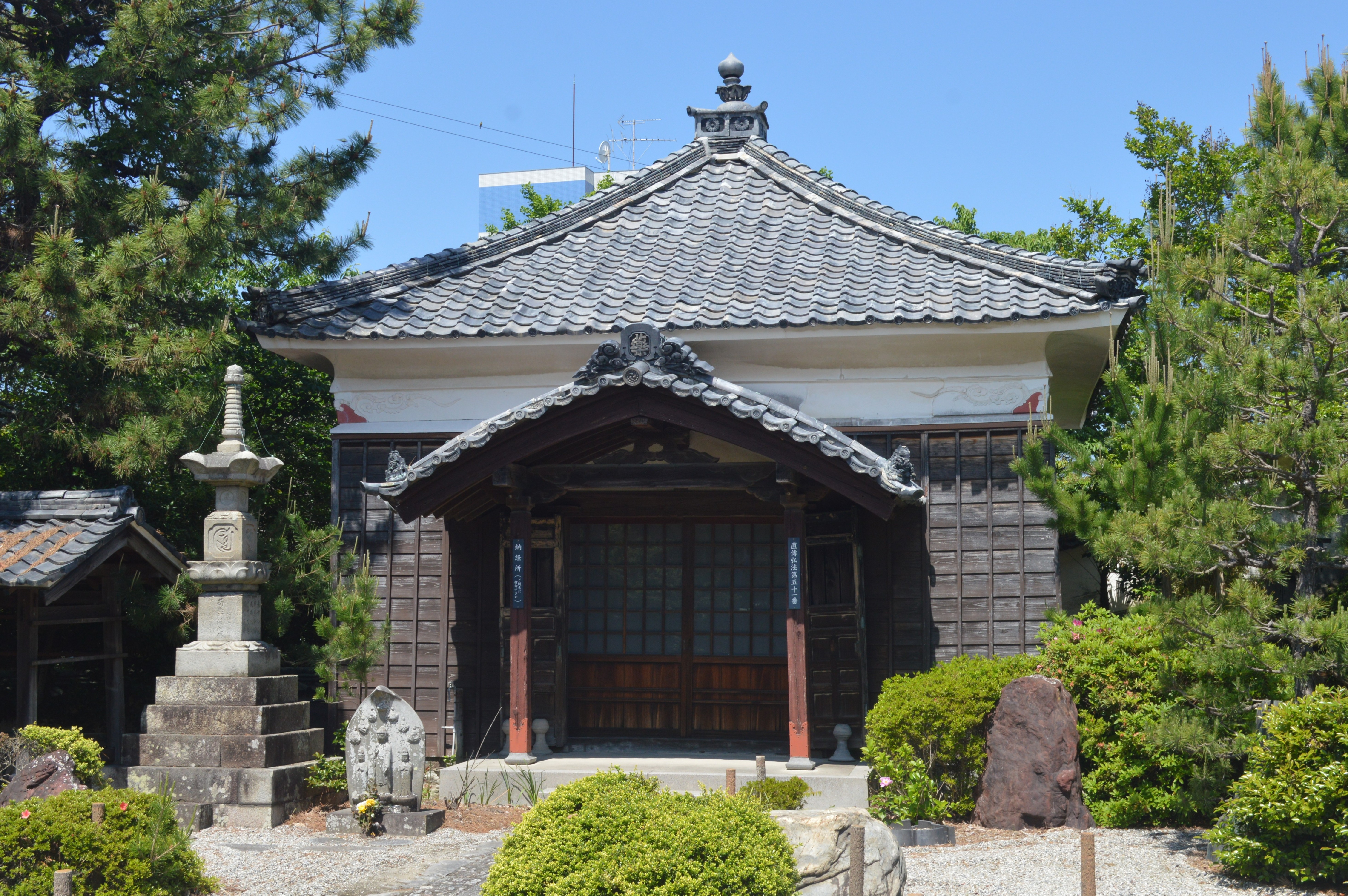
納経所

- 墓地 - 内海出身の唐人お吉の生家の墓がある[1][4][3]。西岸寺の前方の千鳥ヶ浜付近には「唐人お吉の像」が建っている。
- 「大道寺忠七君之像」 - 内海町長・愛知県会議員・衆議院議員を務めた大道寺忠七の胸像[3]。西岸寺の前には大道寺家の別荘がある[3]。

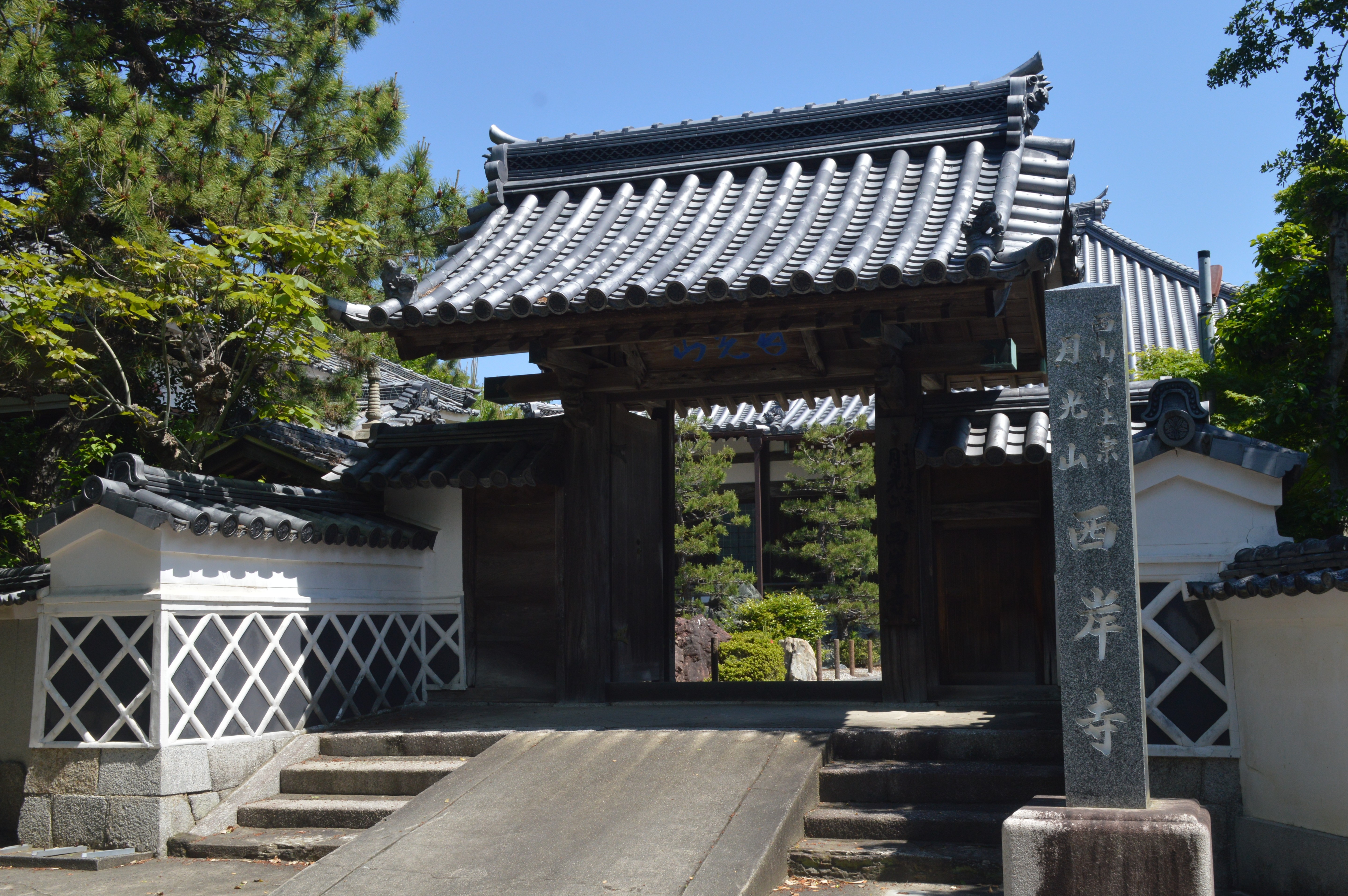
山門
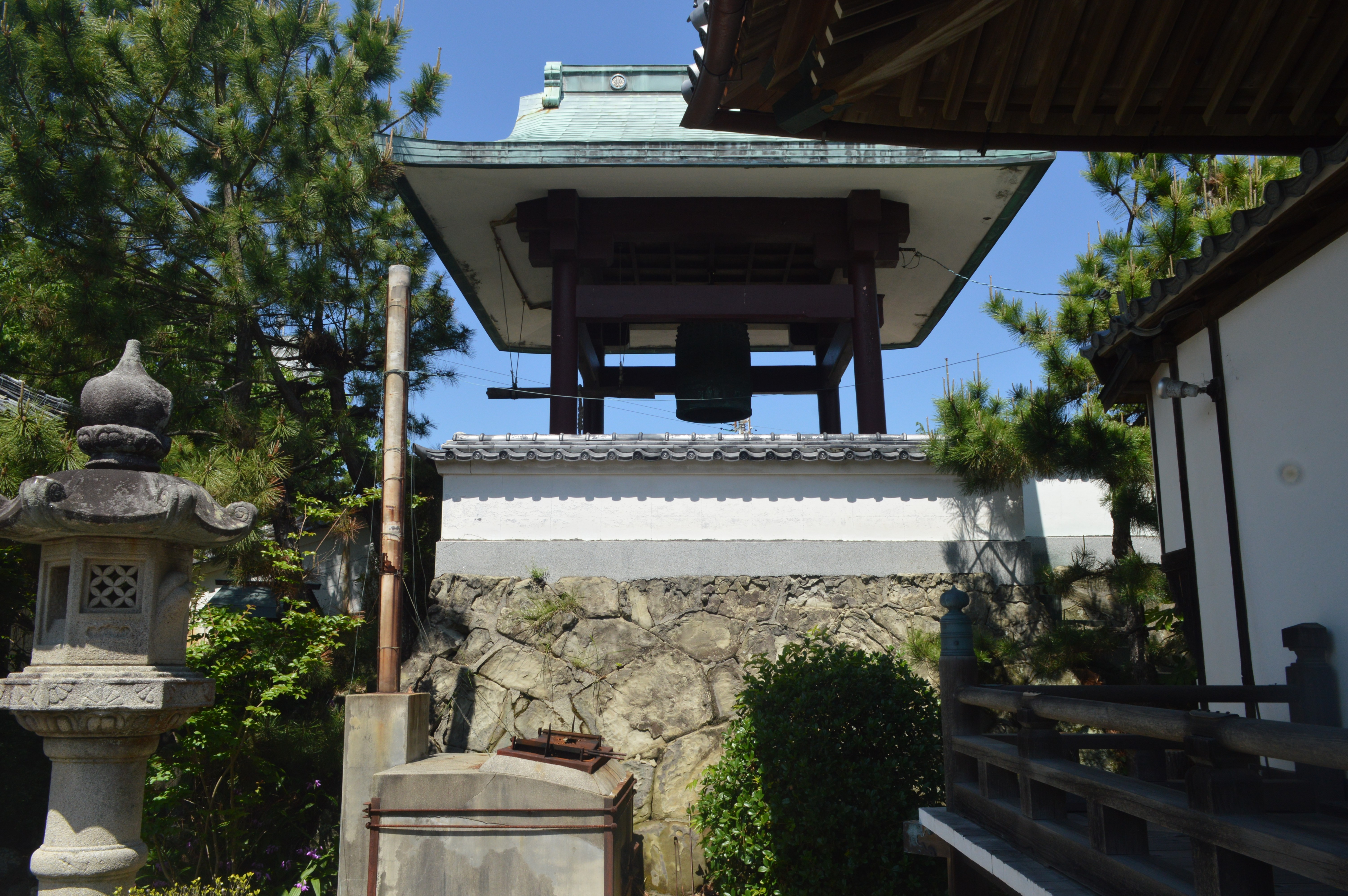
鐘楼
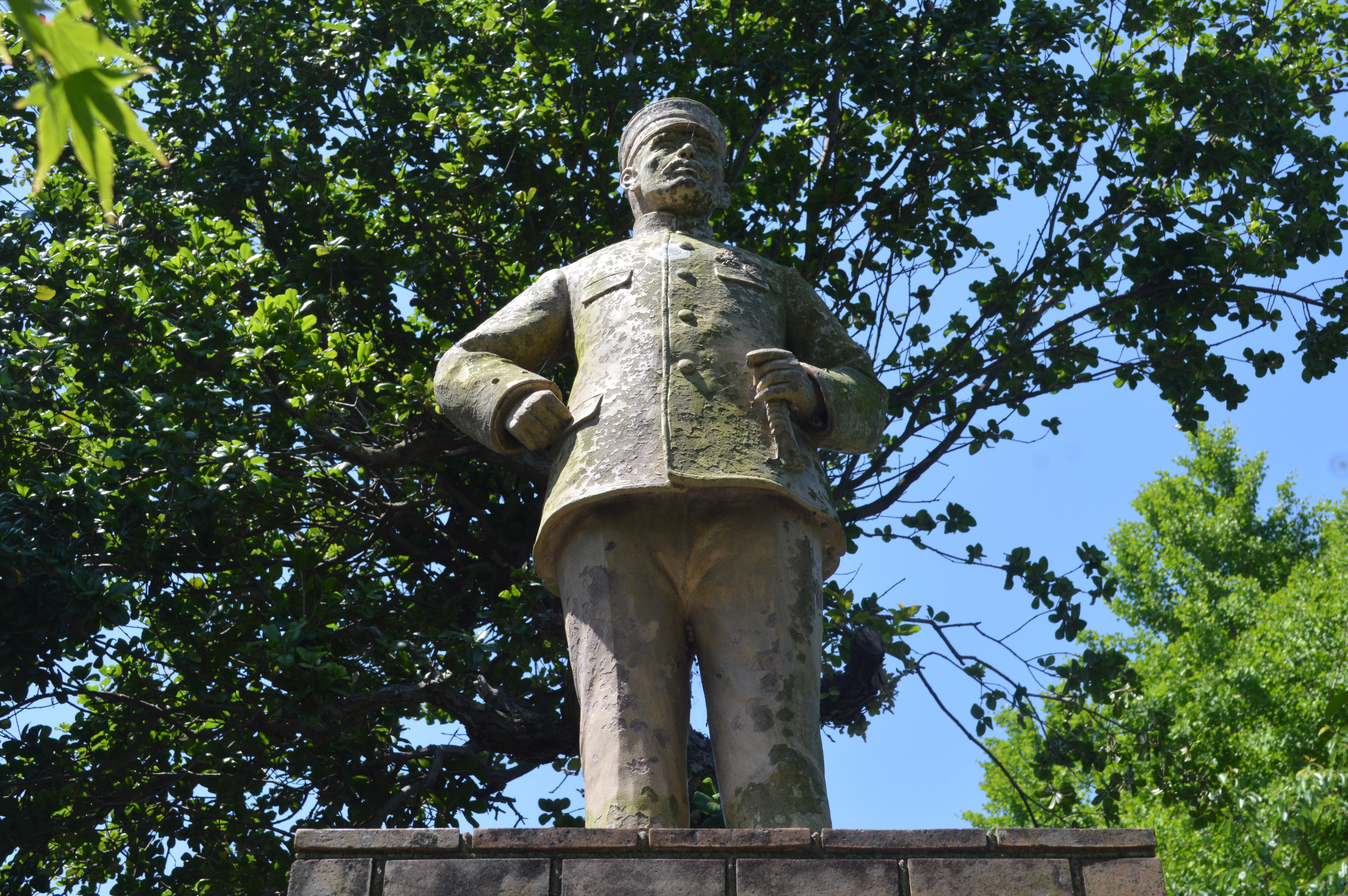
「大道寺忠七君之像」
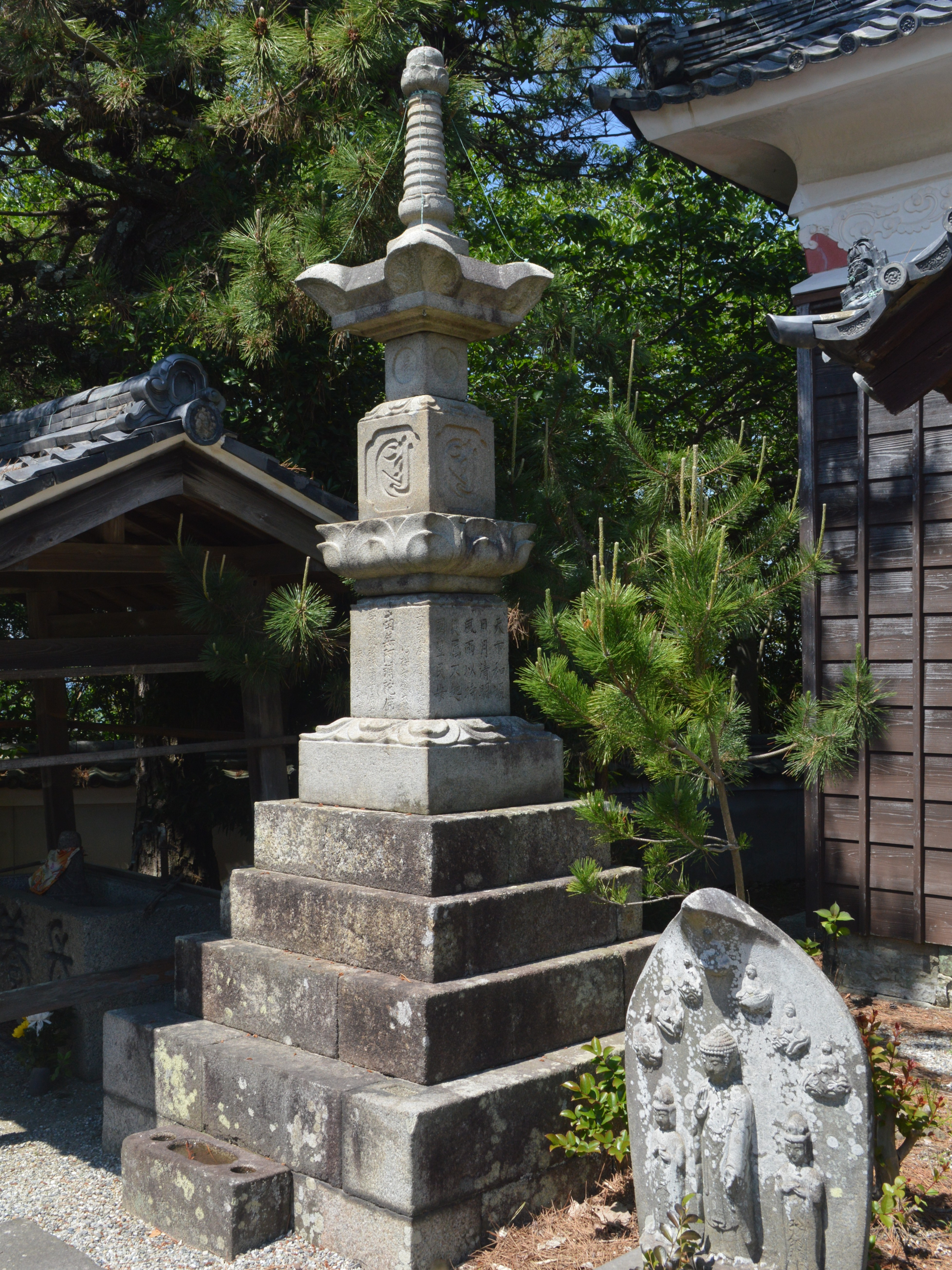
宝篋印塔